# Макарий Магнезийский
Макарий Магнезийский (Магнисийский, Макарий Магнет; греч. Μακάριος Μάγνης, лат. Macarius Magnes ) — греческий христианский писатель и апологет-полемист IV—V веков.
О происхождении и карьере Макария сведений почти не сохранилось. Он был епископом Магнесийским в Ионии, и участником Собора при Дубе, близ Халкидона (403 год).
Сегодня Макарий известен как автор сочинения «Опровержение критики» («Апокритика», Ἀποκριτικά), состоявшего первоначально из 5 книг. Этот труд Макария, содержащийся в рукописи XV века, был обнаружен в Венецианской библиотеке и опубликован только во второй половине XIX века. Однако этот труд сохранился лишь частично. Из его 5 книг сохранились только книги II (без глав 1—6), III и IV.
Макарий предназначил свою книгу некоему Феосфену, своему другу, для поправок и для оценки. Своё произведение  писатель построил в виде диспута-спора, который в течение 5 дней ведут между собой язычник и христианин в присутствии многочисленной аудитории. Причем язычник выдвигает ряд вопросов-возражений, на которые потом отвечает Макарий.
Вопросы, которые в «Опровержении критики» формулирует язычник, взяты Макарием из ныне утраченного труда философа-неоплатоника Порфирия «Против христиан» в 15 книгах. Это обстоятельство привлекает внимание современных историков и философов, особенно тех, кто критически относится к христианству[каких?]. При этом, более правдоподобно, что Макарий пользовался трудом Порфирия из вторых рук, и, по-видимому, не знал, что имеет дело именно с сочинением Порфирия.
В целом доктринальные идеи Макария происходят в основном от Каппадокийской школы, одного из ведущих культурных центров ранней Церкви. 
Также известны гомилии Макария на книгу Бытия.

## Публикации
- Опровержение критики: [Фрагменты] // Ранович А. Б. Первоисточники по истории раннего христианства. Античные критики христианства. — М., 1990.